# Corjova
Corjova (Коржова en cyrillique) est une commune du raïon ou canton de Dubăsari de la république de Moldavie située sur le côté oriental du Dniestr. Elle est donc en Transnistrie. Elle est composée de deux villages, Corjova et Mahala. Ces deux villages faisaient partie de l'Empire russe depuis 1792, après la victoire de ce dernier sur l'Empire ottoman qui contrôlait la région.
À l'époque de la république socialiste soviétique de Moldavie rattachée à l'URSS, Corjova était considérée comme étant une banlieue de Dubăsari (Дубоссары). Elle en fut ensuite séparée et élut son propre maire. Après l'effondrement de l'URSS et le conflit qui s'ensuivit dans la région au printemps et à l'été 1992, la commune de Corjova fut divisée en deux parties, l'une contrôlée par la république indépendante moldave, l'autre par le gouvernement de Transnistrie séparatiste.
Le maire de Corjova, Valeriu Mițul, fut arrêté plusieurs fois par le gouvernement de Tiraspol, la dernière fois le 13 mai 2007, à cause du soutien que lui manifeste le gouvernement moldave.

## Population
- Selon les sources moldaves[1], la commune était peuplée de 3 231 habitants en 2004 (2 055 à Corjova même et 1 176 à Mahala) et 2 694 seraient de souche moldave.

## Personnalités liées à la ville
Vladimir Voronine, ancien président de Moldavie y est né le 25 mai 1941.

## Sources
- Traduction de l'article Wikipedia en anglais et en russe